# Catharsius juheli
Catharsius juheli är en skalbaggsart som beskrevs av Josso 2011. Catharsius juheli ingår i släktet Catharsius och familjen bladhorningar. Inga underarter finns listade.